# Homaloderodes
Homaloderodes is een geslacht van kevers uit de familie van de loopkevers (Carabidae). De wetenschappelijke naam van het geslacht is voor het eerst geldig gepubliceerd in 1962 door Jeannel.

## Soorten
Het geslacht Homaloderodes is monotypisch en omvat slechts de volgende soort:
- Homaloderodes germaini Jeannel, 1962